# Luigi Antonelli
Pour les articles homonymes, voir Antonelli.
Luigi Antonelli est un dramaturge italien né le 22 janvier 1877 à Castilenti et mort le 21 novembre 1942 à Pescara.
Avec Luigi Pirandello (1867-1936) mais aussi Enrico Cavacchioli (it) (1885-1954), Pier Maria Rosso di San Secondo (it) (1887-1956) et Luigi Chiarelli (it) (1880-1947), il incarne l’une des figures majeures du théâtre grotesque italien (« Grotteschi »), ce dernier étant caractérisé par des « éléments de caricature, de parodie, de comédie noire , et de burlesque » 
. La majorité des œuvres issues de ce courant a vu le jour durant les deux premières décennies du XXe siècle. C’est sans doute grâce à sa comédie « L’uomo che incontrò se stesso » (1918), que l’on joue encore en 2013 
, qu’Antonelli s’est imposé dans le mouvement grotesque italien, refusant de respecter les codes du théâtre italien de son temps.
Également journaliste (il avait lancé son propre journal dans les Abruzzes, en Italie, avant de partir en 1912 pour l’Argentine en tant que journaliste), il ne cessera de mener de front ces deux activités, rédigeant nombre d’articles d’une part, et d’autre part composant poésie, une trentaine de pièces de théâtre et de nouvelles.Il meurt le soir même de la représentation de « L’Uomo che incontrò se stesso » au Théâtre national de Bucarest.
Depuis le 1er janvier 2013, l'œuvre de Luigi Antonelli est tombée dans le domaine public français.

## Filmographie
- 1939 Il barone di Corbò, réalisé par Gennaro Righelli (1939) et dont Antonelli est le scénariste.